# Xavier Huillard
Pour les articles homonymes, voir Huillard (homonymie).
Xavier Huillard, né le 27 juin 1954 dans le 15e arrondissement de Paris, est un ingénieur des ponts et chaussées, homme d’affaires français, président directeur général de Vinci depuis 2010.

## Biographie

### Origines et formation
Xavier Huillard est issu d'une famille de bâtisseurs depuis plusieurs générations, dont la plupart diplômés d'École centrale, comme son arrière grand-père Michel, son grand-père Emile et son père Jean-Pierre. Son arrière-arrière-grand-père, Charles, fut architecte de la ville de Paris. Ses deux frères aînés, Jacques (diplômé de l'ESTP Paris en 1973) et Jean-Marc, ont travaillé chez Vinci à des postes d’encadrement.
Il grandit en Côte d'Ivoire où son père pilote la construction de la basilique de Yamoussoukro.
Xavier Huillard est un ancien élève de l’École polytechnique (X73), camarade de promotion de Patrick Kron et Jean-Bernard Lévy; il intègre ensuite le corps des ponts et chaussées (aujourd'hui corps des ponts, eaux et forêts).

### Carrière professionnelle
Xavier Huillard commence sa carrière à la direction de l'équipement de la Manche et lance le projet de désensablement du Mont-Saint-Michel. En 1982, il rejoint Eiffage pour redresser la société Bornhauser Molinari. Il assure ensuite plusieurs missions pour l'entreprise, dont deux ans aux États-Unis pour fermer une filiale américaine du groupe Eiffage, et devient le dauphin de Jean-François Roverato.
Entré dans le groupe SGE en 1996 comme directeur international de Sogea, Xavier Huillard en devient président-directeur général en 1998.

### Présidence de Vinci
Nommé président de Vinci Construction en 2000, Xavier Huillard est l’artisan de la fusion des activités de construction de GTM et SGE au sein de Vinci[réf. nécessaire]. En 2002, il est nommé directeur général délégué de Vinci et prend la présidence de Vinci Énergies dont il accélère le développement en Europe. En janvier 2006, il est nommé administrateur directeur général de Vinci et dénonce alors les abus financiers d'Antoine Zacharias. Dans une lettre intitulée M. Zacharias abuse du groupe, il détaille les revenus obtenus par Antoine Zacharias lors de ses 6 années de présidence, dont 250 millions d'euros d'actions du groupe en plus de son revenu annuel de 4,3 millions d'euros et de sa retraite dorée. Sa lettre cible également Alain Dinin qu'il accuse d'entrer dans l'exécutif de Vinci « par effraction », et Alain Minc, qui serait confronté à d'évidents conflits d'intérêts,.
Depuis mai 2010, il est président-directeur général de Vinci.
Le 18 décembre 2013, Xavier Huillard est classé 15e patron du CAC 40 le plus performant par le magazine économique Challenges.

### Autres fonctions
Il est administrateur indépendant au conseil d'administration du groupe industriel français Air liquide depuis 2017. Il est par ailleurs président du Comité des rémunérations du même groupe et membre du Comité des nominations et de la gouvernance.
Il est aussi administrateur indépendant au sein de Kansai Airports. Créé en 2015 et détenu à 40 % par Vinci Airports, ce groupe exploite trois aéroports au Japon : l'aéroport international du Kansai, l'aéroport international d'Osaka et l'aéroport de Kobe.

## Rémunération
En 2014, sa rémunération globale annuelle s'élève à 3 230 000 euros dans le cadre de son mandat à la tête de Vinci. En 2015, Xavier Huillard touche un revenu cumulé de 4,3 millions d'euros, tout en affirmant quelques années plus tôt que « l'argent ne fait pas le bonheur du patron »,.